# Bandon (armée byzantine)
Pour les articles homonymes, voir Bandon.

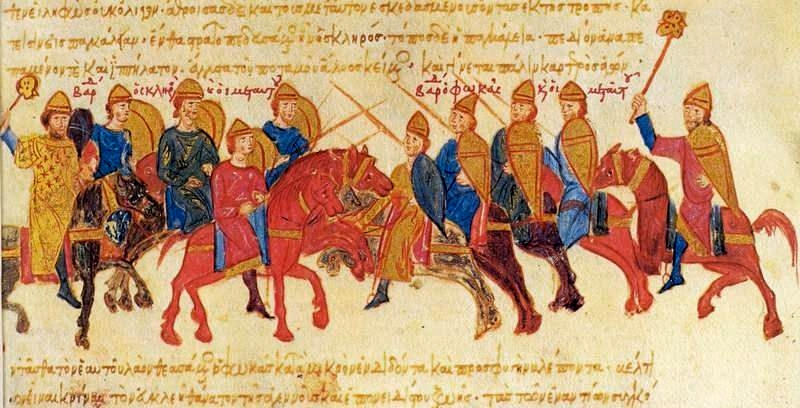
Image représentant une bataille de l'armée byzantine et de rebelles byzantins ayant eu lieu vers 978/979, réalisé entre le 12e et le 13e siècle

Un bandon (en grec byzantin βάνδον / bándon, banda au pluriel) est l'unité tactique de base de l'armée byzantine, comprenant généralement de 200 à 400 hommes. Il correspondrait à ce que l’on appelle maintenant un « régiment ». Avec l'instauration du régime des thèmes (province civile et militaire), le terme s’appliquera par extension au district où le bandon est cantonné, devenant ainsi la plus petite division administrative du gouvernement de l’empire. À ce titre, le bandon survivra à la fragmentation et à la disparition progressive de l’armée et se perpétuera après la chute de l’Empire byzantin dans l’empire de Trébizonde.  

## Origine et évolution
Le nom vient du latin bandum (enseigne, bannière), terme dérivé du gothique « bandwō » , ce qui semble démontrer une influence germanique dès les premiers temps. On retrouve le terme chez Procope où il désigne l’étendard d’une unité dont le porteur sera désigné comme le « bandophoros » (litt. « porteur de bandon »). Bientôt il en viendra à désigner l’unité elle-même , puis le territoire où cette unité était cantonnée. De là, à partir de Nicéphore Ier (r. 802-811), il désignera la plus petite division administrative d’un thème byzantin,. Dans cette dernière acceptation, le bandon sera également appelé « topoteresia » . Alors que dans les autres régions de l’Empire byzantin les thèmes seront fragmentés et cesseront pratiquement d’exister à partir de la dynastie des Anges (1185-1204), les termes « thème » et « bandon » survivront dans l’empire de Trébizonde où ils désigneront un district administratif,.

## Organisation
La structure des armées évoluera selon les siècles et les nécessités du moment, par exemple lorsque l’on passera d’une politique de défense contre les envahisseurs à une politique de conquête des Balkans en Europe et de l’Anatolie en Asie mineure au Xe siècle. Ces changements structuraux nous sont connus par divers manuels militaires qui seront rédigés du VIe siècle au XIe siècle et dont les principaux sont les suivants :
- Le Strategikon (Στρατηγικόν) rédigé vers 600 et attribué à l’empereur Maurice;

- Le Tactica (Τακτικά) rédigé vers 900 sous l’empereur Léon VI;

- Les « Praecepta militaria » (στρατηγικὴ ἔκθεσις καὶ σύνταξις Νικηφόρου δεσπότου – litt : Présentation et composition de la guerre du seigneur Nicéphore) et le « De velitatione bellica » (Περὶ Παραδρομῆς – Litt : Sur les escarmouches) rédigés vers 969 sous l’empereur Nicéphore II;

- Le « Sur l’organisation des campagnes » attribué à l’empereur Basile II (r. 976-1025) [N 2].

Durant la période allant du VIIe siècle au début du Xe siècle les différences qui avaient existé entre armées des frontières (limitanei) et armées de campagnes (comitatenses) s’estompèrent graduellement et la plupart des unités finirent par adopter le nom de l’endroit où elles étaient cantonnées. L’armée de chaque thème (sauf pour les Optimatoi) était divisée entre de deux à quatre tourmai (litt : tourme) commandée par un tourmarque, lesquelles se subdivisaient en un certain nombre de moirai (μοίραι) ou droungoi (δροῦγγοι) (commandées par un drongaire); celles-ci comprenaient à leur tour un certain nombre de banda. Tourmai et banda avaient une identité territoriale, la tourme ayant comme quartier général une ville fortifiée ou forteresse, le bandon étant identifié par la localité où étaient recrutés ses soldats. Seul le droungos, unité tactique, n’avait pas d’identité territoriale. 
Dans le Strategikon (en grec : Στρατηγικόν), traité de stratégie militaire qui aurait été rédigé par ou à la demande de l’empereur Maurice (r. 582-602), l’unité de base ou bandon (appelée également tagma ou arithmos [en grec]/numerus [en latin]) comprend généralement de 200 à 400 hommes, nombre variable destiné entre autres sur le champ de bataille à empêcher les ennemis de déduire le nombre total de troupes déployées en comptant le nombre d’étendards . Elle est commandée par un comte qui a sous ses ordres des hécatontarques et des décarques, successeurs grecs des centurions et décurions romains, respectivement responsables de 100 et de 10 hommes. L’hécatontarque est secondé par un ilarque qui a la garde du bandon, étandard sacré de l’unité comme au temps des légions romaines que nul ne doit abandonner sous peine de mort . S’y ajoutent des pentrarques et des tétrarques responsables de 5 et de 4 hommes y compris eux-mêmes. Le bandon a ses services particuliers : ambulanciers, éclaireurs, train de bagage et musique militaire. Il comprenait à la fois des corps de fantassins et de cavalerie, cette dernière comprenant selon les « Préceptes militaires » de Nicéphore II cinquante cavaliers, soit un quart des forces et avait son propre commandant, le tribun ,. 
Ces régiments sont à leur tour regroupés dans un « chiliarque » qui (en dépit de son nom signifiant mille hommes) en comptait de 2000 à 3000. Ces chiliarques formaient à leur tour des divisions appelées merē dont l’officier supérieur (le tourmarque) commandait en moyenne 5000 soldats. 
À la suite de la disparition des limitanei ou troupes stationnées aux frontières, l’empereur Constantin V (r. 741-775) se dota d’un noyau de troupes professionnelles appelées tagmata (l’ancien comitatus) qui servait pendant les campagnes alors que les themata ou thèmes, orientés vers la défense locale en garnison dans les provinces, ne servaient qu’en cas de nécessité. Il se dota également de troupes de protection rapprochée connues sous le nom d’ « Impériaux » qui totalisaient 400 hommes, soit deux banda. Au Xe siècle, la garde impériale comptera jusqu’à 1200 soldats répartis entre six compagnies de 200 hommes chacune (la Grande Hétérie, la Moyenne Hétérie et la Troisième Hétérie formée de deux compagnies de mercenaires étrangers) .
En 840, l’empereur Théophile (r. 829 – 842) devait modifier l’organisation de l’armée des thèmes de façon qu’elle ressemble davantage aux tagmata; leur unité de base adopta ainsi la formule du bandon de 200 hommes commandés par un comte, ce qui facilitait leur intégration avec les tagmata lors d’expéditions. Le bandon désignant à la fois les troupes et le district où les soldats cultivaient les terres qui leur étaient attribuées devint ainsi le plus petit district militaire aux frontières. L’introduction de ces banda devait améliorer la capacité offensive des thèmes, les officiers supérieurs ayant maintenant la responsabilité de 200 soldats au lieu d’un millier comme les drongaires. Ceux-ci pouvaient mobiliser plus rapidement leurs hommes soit pour l’entrainement, soit pour de courtes campagnes, soit en cas d’invasion .
Léon VI (r. 886 – 912) devait introduire de nouveaux changements exposés dans le Tactica, traité militaire écrit entre 895-908. Lors d’opérations militaires d’envergure, le bandon pouvait voir ses effectifs s'accroitre jusqu'à 400 soldats, le droungos jusqu’à 3000 et la tourme jusqu’à 6000. En dehors des campagnes militaires, ces chiffres étaient beaucoup moins élevés. À titre d’exemple, le tableau suivant illustre la structure thématique du thème des Thracésiens entre 902 et 936. Il est à noter toutefois qu’il n’y avait pas d’équivalence stricte entre la taille des districts administratifs et le nombre de troupes qui en provenaient. Le fait qu’un thème avait deux tourmes ne signifiait nullement que chaque tourme avait le même nombre d’unités ou que celles-ci soient de la même taille que celle des thèmes avoisinants, ce qui rend toute comparaison assez aléatoire :
| Nom            | Effectif | Nombre d'unités subordonnées      | Chef de troupe |
| -------------- | -------- | --------------------------------- | -------------- |
| Thème          | 9 600    | 4 mérè                            | Stratège       |
| Tourma, Méros  | 2 400    | 6 Drongoi                         | Tourmarque     |
| Drongos        | 400      | 2 banda                           | Drongaires     |
| Bandon         | 200      | 2 centuries                       | Comte          |
| Centurie       | 100      | 10 contubernia                    | Hécatontarque  |
|                | 50       | 5 contubernia                     | Pentecontarque |
| Contubernium   | 10       | 1 avant-garde* + 1 arrière-garde* | Décarque       |
| Avant-garde*   | 5        | aucune                            | Pentrarque     |
| Arrière-garde* | 4        | aucune                            | Tétrarque      |

- Note: ces termes sont des traductions directes en français.

Toutefois les réformes de Léon VI eurent moins d’effet que prévu, l’empire étant affaibli à la fois par des conflits de politique intérieure et par la guerre avec les Bulgares . 
Cette structure qui convenait bien à la défense de l’empire, convenait moins toutefois à la politique de conquête qui débuta sous Nicéphore II (r. 963 – 969). Déjà la cavalerie avait pris une plus grande importance. Lorsque cet empereur attaqua Alep en 962 son armée comptait 30 000 cavaliers et 40 000 fantassins. Le même empereur créa environ vingt-cinq nouveaux thèmes dont certains étaient défendus entièrement par des unités de cavalerie, particulièrement bien adaptées aux plaines de Cilicie, d’autres situés en pays montagneux comme l’Arménie s’appuyant sur l’infanterie pour les embuscades et la guérilla. Les « Principes militaires » écrits sous son règne font état d’une cavalerie régulière de 8000 hommes, d’une cavalerie renforcée de 384 à 504 hommes et d’une infanterie de 16 000 hommes. La formation de combat de base est maintenant appelée taxiarchie, commandée par un taxiarque ou un chiliarque disposant de 1000 hommes comme les anciens droungoi, mais se répartissant en compagnies spécialisées de 400 fantassins, 300 archers, 200 lanciers et 100 piquiers.
De la sorte, le bandon de 200 soldats cessa d’être l’unité militaire de base et fut remplacé par des centarchies de 100 hommes pour l’infanterie et de 50 hommes pour la cavalerie. À cela s’ajouta le fait qu’à partir du XIe siècle les empereurs recrutèrent de plus en plus de mercenaires étrangers, normands, germains, turcs et autres qui servaient sous leurs propres officiers et avaient leur propre structure organisationnelle ,. Dès lors, le bandon ne devait survivre que sous son aspect de district militaire dans l’Empire byzantin jusqu’à sa chute en 1453 et comme district administratif dans l’empire de Trébizonde jusqu’en 1461 .